# Умыган
Умыган — село в Тулунском районе Иркутской области России. Административный центр Умыганского муниципального образования.
Село расположено на реке Умыган, находится примерно в 30 км к северо-западу от районного центра — города Тулун.

## Население
| 2002 | 2010 | 2011 | 2012 | 2013 | 2014 | 2015 |
| ---- | ---- | ---- | ---- | ---- | ---- | ---- |
| 725  | ↘633 | ↘631 | ↘626 | ↘618 | ↘616 | ↗617 |
| 2016 | 2017 |      |      |      |      |      |
| ↗619 | ↗620 |      |      |      |      |      |

По данным Всероссийской переписи, в 2010 году в селе проживали 633 человека (314 мужчин и 319 женщин).